# 謝福慶
謝福慶，江蘇省通州直隸州如皋縣人，清朝政治人物、同進士出身。
光緒十六年（1890年），参加光緒庚寅科殿試，登進士三甲12名。同年五月，著交吏部掣签，分发各省以知县即用。官浙江建德县知县。晚年回鄉，主講安定书院。